# De Volta ao Começo (álbum de Gonzaguinha)
De volta ao começo é o oitavo Long Play (LP) do cantor e compositor brasileiro Luiz Gonzaga do Nascimento Júnior também conhecido como Gonzaguinha. Foi lançado em 1980 e relançado em 1997 em CD.
Contém participações de As Frenéticas, Milton Nascimento, Marília Medalha, Luiz Gonzaga e MPB-4.
A faixa que dá nome ao disco (De volta ao começo) foi regravada por diversos artistas como Nana Caymmi, Gal Costa e Roupa Nova, cuja versão fez parte da trilha sonora da novela Renascer da TV Globo.